# Радбод Утрехтски
Радбод (на нидерландски: Radboud, Radbod; * ок. 850, между Маас и Самбре; † 29 ноември 917, Оотмарсум, Оверейсел) е от 899 до 917 г. епископ на Утрехт. Радбод е Светия на Нидерландия, почита се на 29 ноември.

## Биография
Произлиза от знатна франкска фамилия. Майка му е дъщеря на Герулф Стари († сл. 856), първият граф на Средна Фризия и Холандия, и е кръстен на роднината им краля на фризите Радбод († 719).
Още като малък е даден за възпитание на чичо му Гунтар (850 – 864), архиепископът на Кьолн, и след това в двора на Карл II Плешиви. След смъртта на Карл († 877) той се връща при роднините си в Ломагау (ок. Намюр), където е около прочутия Хуго фон Тур († 886). След смъртта на епископ Одилбалд през 899 г. Радбод е избран за епископ на Утрехт и е одобрен от Арнулф.
Радбод пиел само вода и се държи далече от двора. Имал дарбата да предсказва. Той умира на 29 ноември 917 г. в Оотмарсум в Оверейсел. Погребан е в Девентер.
Радбод пише проза, стихове и музика, също за събитията през 900 г.